# Cattedrale di San Giorgio (Addis Abeba)
La cattedrale di San Giorgio è una cattedrale ortodossa Tewahedo situata al termine di Churchill Road, all'interno del distretto di Arada, ad Addis Abeba, in Etiopia.

## Storia
La chiesa fu edificata a partire dal 1896 per volere dell'imperatore d'Etiopia Menelik II, allo scopo di celebrare la vittoria contro l'esercito italiano nella battaglia di Adua combattuta in quello stesso anno nel giorno dedicato a san Giorgio; il progetto fu affidato all'ingegnere Sebastiano Castagna, catturato in guerra, mentre i lavori furono effettuati dagli altri prigionieri italiani in ottemperanza agli accordi di pace col Regno d'Italia; i lavori di costruzione furono completati nel 1911.
La chiesa fu scelta come sede della cerimonia d'incoronazione dell'imperatrice Zauditù nel 1917 e del suo successore Hailé Selassié nel 1930.
Nella notte tra il 19 e il 20 febbraio, durante l'occupazione italiana, l'edificio fu depredato dei ricchi addobbi dal federale Guido Cortese e dato alle fiamme durante il massacro scatenato per rappresaglia in seguito al fallito attentato contro il viceré d'Etiopia Rodolfo Graziani; gli interni furono profondamente danneggiati, mentre le strutture esterne rimasero pressoché intatte.
Nel 1941, dopo il ritorno al potere dell'imperatore Hailé Selassié, la chiesa fu restaurata e decorata internamente con affreschi realizzati dal pittore Afewerk Tekle e altri artisti etiopi.

## Descrizione

### Cattedrale

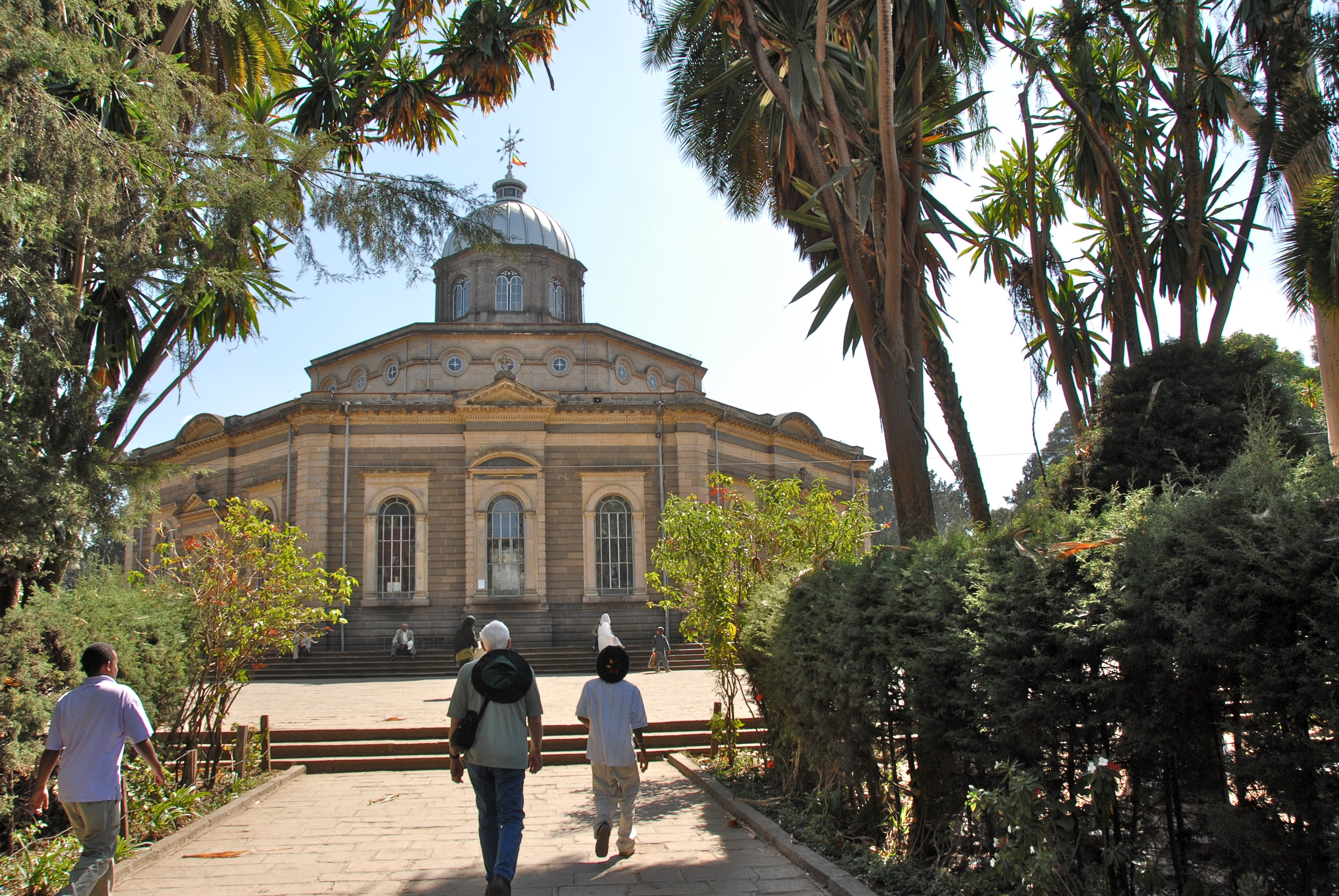
Esterno

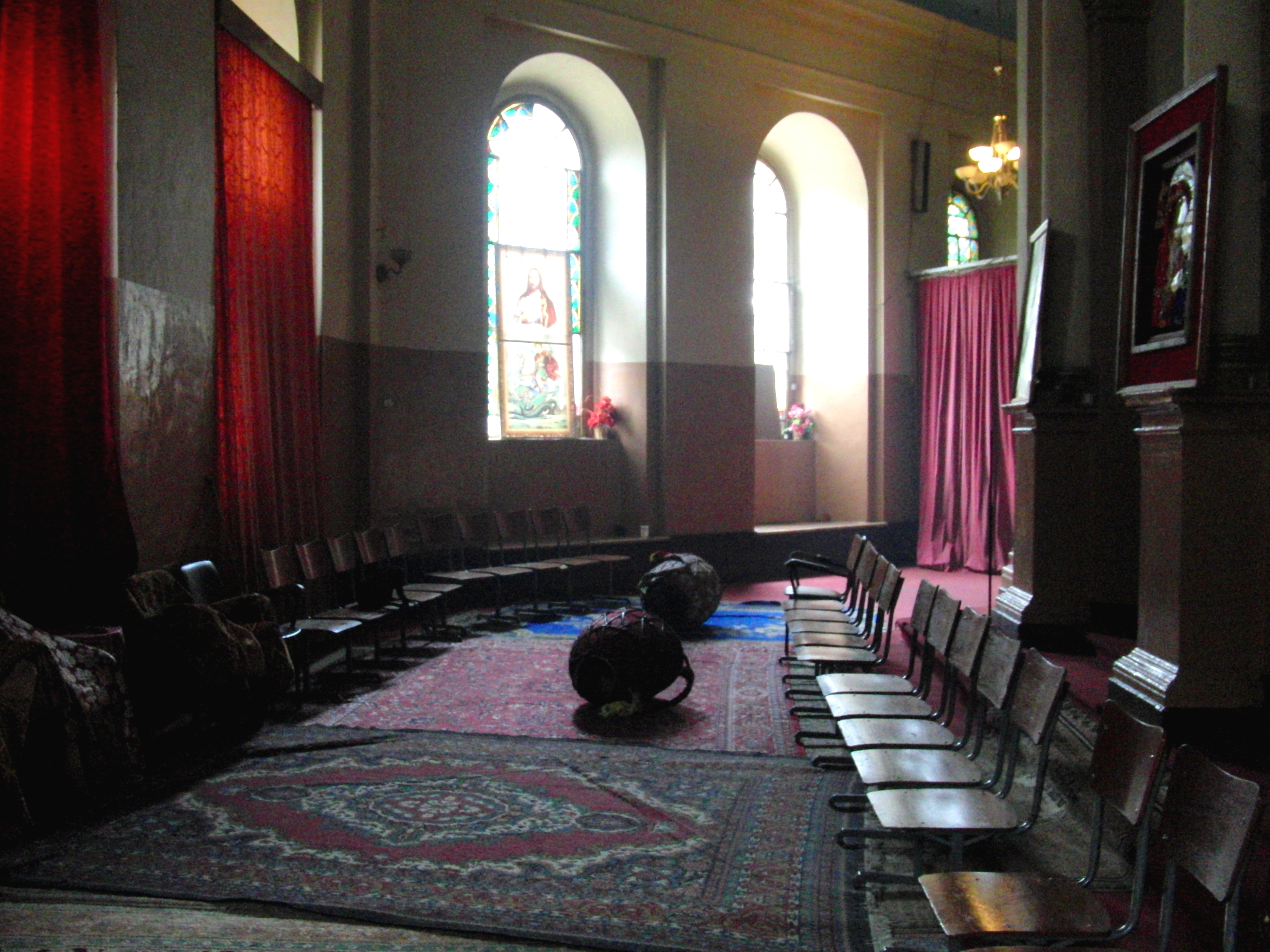
Interno

La chiesa si sviluppa su una pianta centrale ottagonale, diffusa in molti luoghi di culto etiopi.
Le facciate, rivestite con pietre grigie disposte su righe orizzontali, sono decorate in uno stile neoclassico tipicamente italiano, con semicolonne, lesene e frontoni, che delimitano anche le aperture. In sommità, al centro si eleva il tamburo coronato dalla cupola con lanternino.
All'interno il soffitto è decorato a tratti con un cielo blu puntellato di stelle dorate, mentre alle finestre si trovano varie vetrate; il Sancta Sanctorum nel mezzo è riccamente ornato da affreschi e mosaici, realizzati da Afewerk Tekle.

### Museo
Il museo è collocato in un edificio posto a nord della cattedrale.
Tra gli oggetti esposti, fanno parte della collezione di paramenti liturgici, seconda in Etiopia per importanza solo a quella conservata nella cattedrale di Nostra Signora Maria di Sion ad Axum, varie corone, croci processionali e testi sacri; vi si trovano inoltre gli abiti cerimoniali indossati dagli imperatori Zauditù e Hailé Selassié durante le loro incoronazioni.
Una sezione del museo è inoltre dedicata agli armamenti usati nella guerra contro gli italiani, tra cui spade curve, tridenti ed elmetti giganti decorati con criniera di leoni.